# Cyrtodactylus gordongekkoi
Cyrtodactylus gordongekkoi este o specie de șopârle din genul Cyrtodactylus, familia Gekkonidae, ordinul Squamata, descrisă de Das 1993. Conform Catalogue of Life specia Cyrtodactylus gordongekkoi nu are subspecii cunoscute.